# Judel Rotsztejn

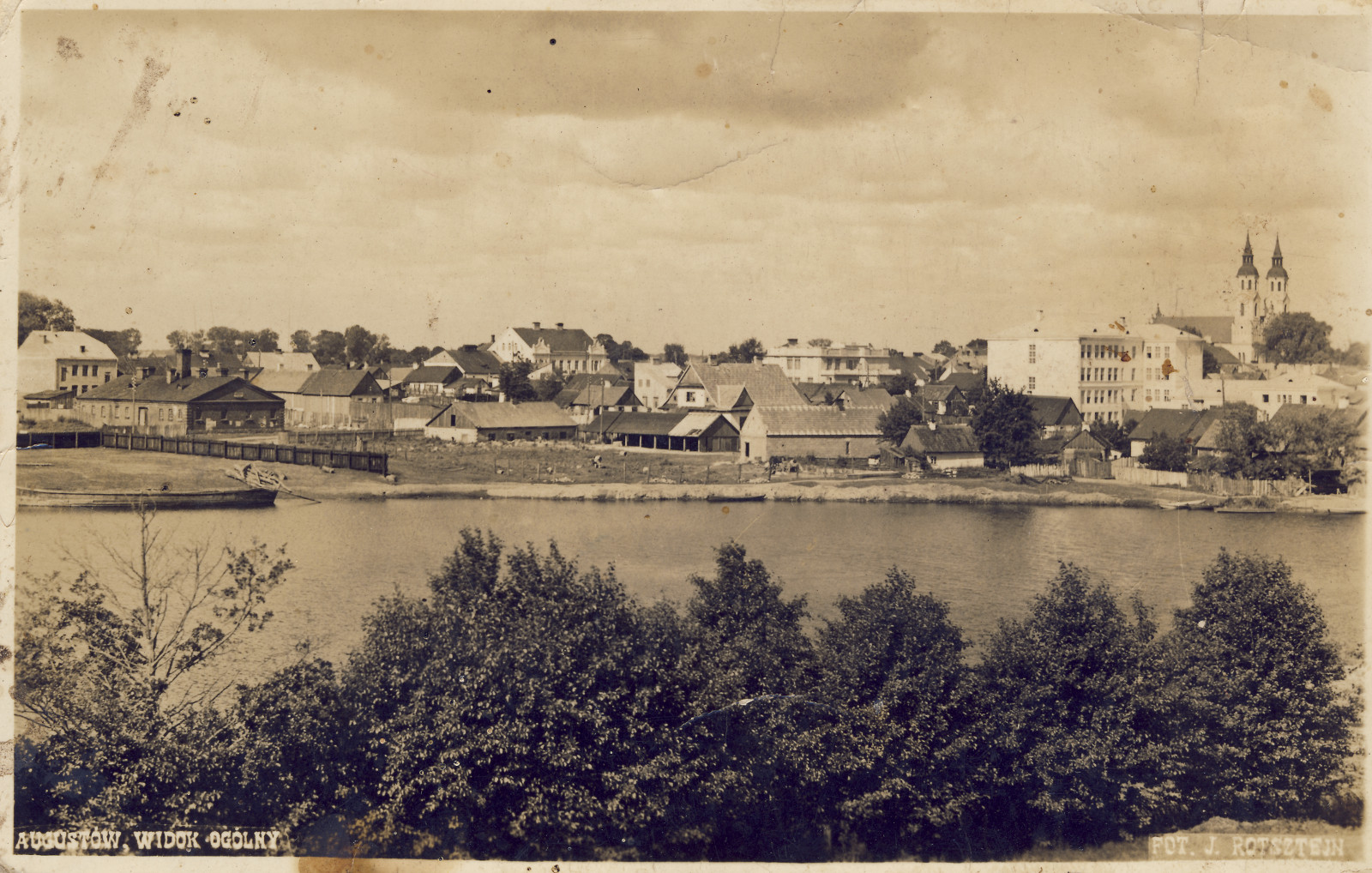
Panorama Augustowa

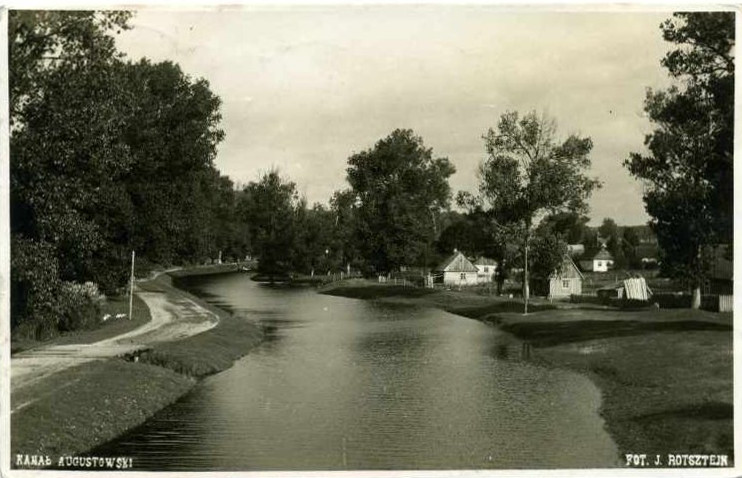
Kanał Augustowski w Augustowie

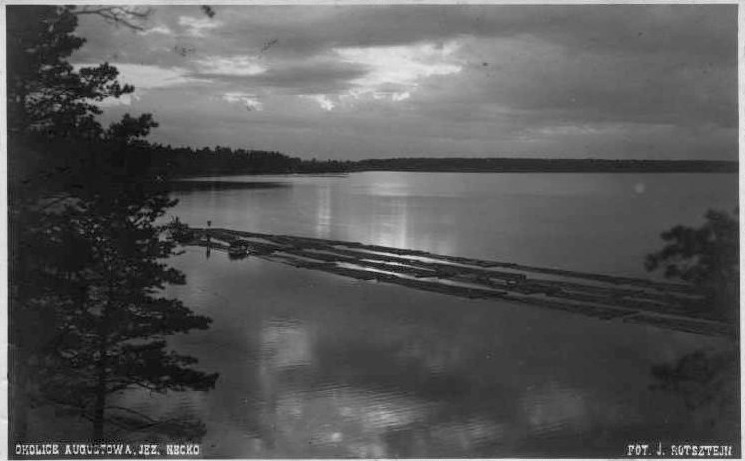
Jezioro Necko

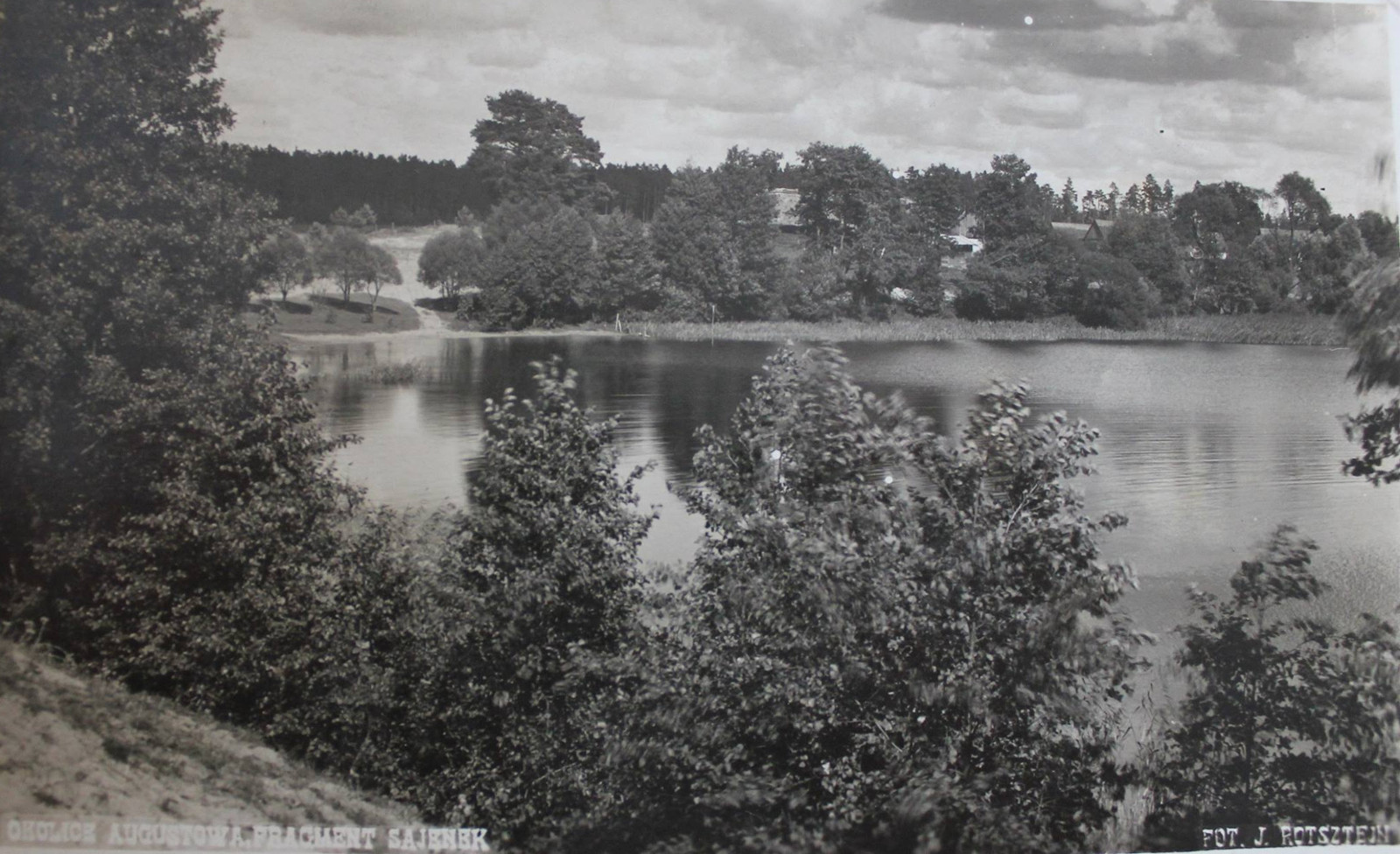
Widok Sajenka

Judel Rotsztejn (ur. 1892, zm. 1942) – polski fotograf żydowskiego pochodzenia, działający w Augustowie w dwudziestoleciu międzywojennym.

## Życiorys
Judel Rotsztejn urodził się w 1892 jako syn Szepszela i Rochli. 12 listopada 1918 ożenił się z pochodzącą z Augustowa Chają Judetą Lewitówną – starszą o dwa lata córką handlarza zbożem i właściciela kilku kamienic przy ul. Krakowskiej (obecnie Wojska Polskiego) w Augustowie. Z żoną Chają miał troje dzieci, m.in. córkę Szulamis (ur. 1919) i syna Szlomę (ur. 1920). Do Augustowa przybył z Wyłkowyszek i osiadł w nim prawdopodobnie około 1922. Pierwszy zakład fotograficzny otworzył w kamienicy przy ul. 3 Maja 16 (tzw. Dom Turka). Następnie przeniósł zakład do kamienicy przy Rynku Zygmunta Augusta, gdzie także zamieszkał. W latach 20. i 30. XX w. świadczył w Augustowie usługi fotograficzne dla ludności, a także wykonywał i publikował na pocztówkach, w czasopismach i książkach zdjęcia krajobrazowe Augustowa i okolic.
Po agresji ZSRR na Polskę we wrześniu 1939 i przyłączeniu Augustowa do ZSRR pozostał w mieście i nadal prowadził zakład fotograficzny, nie wykonywał jednak zdjęć pejzażowych na zlecenia. Po ataku Niemiec na ZSRR w czerwcu 1941 Augustów znalazł się pod okupacją niemiecką. Po utworzeniu przez Niemców w sierpniu 1941 getta w Augustowie Rotsztejn wraz z żoną i trójką dzieci został w nim umieszczony. Dalszy los Rotsztejna nie jest znany. Po likwidacji getta 2 listopada 1942 Niemcy zamordowali go prawdopodobnie w obozie przejściowym w Boguszach lub w niemieckim obozie zagłady w Treblince.

## Działalność
Najstarsze zdjęcia Rotszejna pochodzą z połowy lat dwudziestych XX wieku. W 1925 odbywały się w Augustowie obchody 10. rocznicy istnienia stacjonującego tu 1 pułku Ułanów Krechowieckich. Wśród zdjęć dokumentujących to wydarzenie znalazły się fotografie autorstwa Rotsztejna, uzupełnione widokami okolic.
Pocztówki ze zdjęciami Rotszejna prawdopodobnie pojawiły się w sprzedaży w 1927. Według wspomnień Piotra Halickiego, burmistrza Augustowa w latach 1927–1929, Rotsztejn w 1928 wykonał na zlecenie magistratu ok. 40 zdjęć Augustowa i okolic, które zostały wykorzystane na pocztówkach w nakładzie od 100 do 1000 egzemplarzy. Były one rozsyłane m.in. do Księgarni Nauczycielskich. Za zdjęcie przyjęte do druku Rotsztejn otrzymywał od magistratu honorarium w wysokości 10 zł. W 1929 do redakcji ogólnopolskich pism ilustrowanych rozsyłana była pocztówka promująca sprzedaż działek w powstającej dzielnicy letniskowej Zarzecze-Bór, na której, obok planu miasta, umieszczono zdjęcia Rotsztejna.
Oprócz zdjęć pejzażowych oraz osób prywatnych Rotsztejn wykonywał też fotografie grupowe urzędników i pracowników miejscowych instytucji oraz wydarzeń miejskich. Zdjęcia takie bywały zestawiane w albumy ofiarowywane m.in. odchodzącym urzędnikom (najstarszy był prawdopodobnie album dla odchodzącego starosty augustowskiego Wacława Malanowskiego z 1927), oficerom 1. pułku Ułanów Krechowieckich i gościom jednostki.
Pierwsze zdjęcie Rotsztejna w prasie zostało opublikowane w tygodniku „Kraj” w numerze 26. z 1928. Zdjęcia Rotsztejna pojawiły się następnie w takich czasopismach, jak „Tygodnik Ilustrowany”, „Morze”, „Światowid” „Naokoło Świata”, „Na Szerokim Świecie”, dodatkach ilustracyjnych oraz kalendarzach. W 1930 wielkoformatowe powiększenie zdjęcia prezentowane było na stoisku woj. białostockiego podczas Wystawy Krajoznawczej w Warszawie. Od 1934 fotografie Rotsztejna były regularnie publikowane w augustowskim miesięczniku „Nasz Głos”, wydawanym przez Oddział Powiatowy Związku Nauczycielstwa Polskiego.
Zdjęcia Rotszejna znalazły się również w książkach i publikacjach drukowanych o charakterze krajoznawczym, jak przewodnik Pojezierze Augustowsko-Suwalskie (1937), Przewodnik po województwie białostockim (Mieczysław Orłowicz), Przewodnik ilustrowany po województwie białostockim (M. Orłowicz, 1937), Co zwiedzać w Polsce. Wskazówki dla turystów (M. Orłowicz, 1937), Informator krajoznawczo-reklamowy (1936).
Najstarsze pocztówki Rotsztejna nie były sygnowane, zaś wykonano je na matowym papierze słabszej jakości. Późniejsze fotografie były już sygnowane różnymi oznaczeniami (m.in. druk, stempel prostokątny, stempel okrągły z tuszem i bez tuszu). Najpóźniej w 1929 pojawiły się lepszej jakości pocztówki wykonane w technice rotograwiury, wydane przez miejscową księgarnię Antoniego Krzywińskiego, a drukowane w krakowskim „Akropolu”, a następnie w Księgarni św. Wojciecha. Niektóre z pocztówek były podkolorowywane.
Najczęstszym tematem zdjęć Rotsztejna były pejzaże Augustowa i okolic (m.in. jeziora Białe, Necko, Sajno, Kanał Augustowski). Inne zdjęcia przedstawiały samo miasto (m.in. obecny Rynek Zygmunta Augusta, kościół Najświętszego Serca Pana Jezusa, panoramy miasta z wieży kościelnej i Budynku Zarządu Wodnego).

## Dorobek
Pod koniec lat 40. XX w. zdjęcia Rotszejna ukazały się ponownie na pocztówkach wydanych staraniem miejscowego oddziału Polskiego Towarzystwa Krajoznawczego przy pośrednictwie wydawnictwa Kraj. W kolejnych dziesięcioleciach reprodukcje fotografii Rosztejna wykorzystywane były w wielu publikacjach książkowych, w tym w podręcznikach szkolnych. W 2014 ukazał się album monograficzny Czas utrwalony. Augustowski świat Judela Rotsztejna. Autorem koncepcji i układu graficznego albumu był Andrzej Strumiłło. Duży zbiór pocztówek i zdjęć autorstwa Judela Rotsztejna posiada Muzeum Ziemi Augustowskiej w Augustowie.